# Ctenotus colletti
Ctenotus colletti är en ödleart som beskrevs av  George Albert Boulenger 1896. Ctenotus colletti ingår i släktet Ctenotus och familjen skinkar. Inga underarter finns listade i Catalogue of Life.